# Batalla de Combi
La Batalla de Combi (En portugués: Batalha de Combi) fue una batalla librada entre las fuerzas del Reino de Portugal y las del Imperio neerlandés con sus aliados del Reino del Congo. Esta batalla se libró en campo abierto, al norte del Fuerte de Massangano, en una llanura llamada Combi. Resultó en la victoria del combinado congo-neerlandés. Los portugueses se refugiaron en 3 presidios que aguantaron el asedio de Ana de Sousa hasta la llegada de Salvador de Sá y Benevides.

## Historia
En 1641, las fuerzas neerlandesas ocuparon Luanda, capital de la colonia portuguesa de Angola. Los reinos de Congo y Dongo enviaron emisarios  a los neerlandeses y recibieron la promesa de que ayudarían en expulsar a los portugueses. El gobernante del Reino del Congo era García II (r. 1641–1660). Los neerlandeses lograron cierto éxito inicial, pero pronto los portugueses regresaron a sus posiciones, en Bengo, desde donde fueron expulsados hacia el Fuerte de Massangano, la segunda ciudad colonial más antigua de la región. Los congoleños utilizaron los valles de Bengo para abastecer a los neerlandeses en Luanda. Para detener esto, el gobernador Pedro César de Meneses se instaló en el pueblo de Gango, junto a la desembocadura del río, en enero de 1643, puede que antes. Al decidir que no valía la pena continuar la guerra con Portugal, los neerlandeses firmaron un acuerdo que le permitía quedarse en el interior del continente. La reina de Dongo, Ana de Sousa (Ginga), decidió continuar la lucha sin ayuda neerlandesa, presionando a los ya acorralados portugueses en Massangano. Tras su derrota en Cavanga en 1646, sus aliados decidieron enviar fuerzas de socorro.
Así, en 1647, una fuerza combinada del Congo, Dongo y un contingente neerlandés de 400 soldados, que sumaba más de 8 000 hombres, se enfrentaron a los portugueses y sus aliados africanos con un ejército de campo de unos 30 000 soldados, incluidos 600 portugueses y luso-africanos, en algún lugar al norte de Massangano llamado Combi. Los portugueses y sus aliados fueron derrotados por el ejército aliado y más de 3 000 hombres del ejército portugués resultaron muertos o heridos. Como resultado de la victoria, la reina Ana de Sousa y su ejército pudieron sitiar tres presidios portuguesas en Angola: Ambaca, Massangano y muxima. Los asedios no tuvieron éxito, principalmente, porque ni ella ni sus aliados neerlandeses tenían suficiente artillería para llevar a cabo el ataque, aunque los portugueses no superaban los 300 hombres. Cuando llegaron las fuerzas de Salvador de Sá y Benevides en 1648, la reina Ana de Sousa abandonó el asedio y regresó a su cuartel general en Matamba .